# Dipodomys insularis
Dipodomys insularis és una espècie de mamífer rosegador de la família dels heteròmids. És endèmica de l'illa San José (Mèxic). El seu hàbitat natural són els turons amb vegetació similar a la de la Baixa Califòrnia. Està amenaçada per les cabres i gats introduïts a l'illa, així com la destrucció del seu entorn per factors humans, i probablement en queden menys de 100 exemplars.